# 瓦里亞然卡河
瓦里亞然卡河（烏克蘭語：Варяжанка），是東歐的河流，屬於西布格河的左支流，流經波蘭盧布林省和烏克蘭利沃夫州，河道全長35公里，流域面積238平方公里。